# USS William Seiverling (DE-441)
USS William Seiverling (DE-441) là một tàu hộ tống khu trục lớp John C. Butler từng phục vụ cùng Hải quân Hoa Kỳ trong Chiến tranh Thế giới thứ hai. Nó là chiếc tàu chiến duy nhất của Hải quân Hoa Kỳ được đặt cái tên này, theo tên Binh nhì Thủy quân Lục chiến William Frank Seiverling Jr. (1920–1942), người từng phục vụ cùng Sư đoàn 1 Thủy quân Lục chiến, đã tử trận tại Guadalcanal vào ngày 1 tháng 11, 1942 và được truy tặng Huân chương Chữ thập Hải quân. Nó đã phục vụ trong suốt Thế chiến II, được cho ngừng hoạt động sau khi xung đột chấm dứt vào năm 1947, rồi được huy động trở lại để tiếp tục phục vụ trong các cuộc Chiến tranh Triều Tiên và Chiến tranh Lạnh Chiến tranh Việt Nam từ năm 1950 đến năm 1957. Con tàu cuối cùng bị bán để tháo dỡ vào năm 1973. William Seiverling được tặng thưởng bốn Ngôi sao Chiến trận do thành tích phục vụ trong Thế Chiến II, và thêm ba Ngôi sao Chiến trận khác khi hoạt động tại Triều Tiên.

## Thiết kế và chế tạo
Lớp John C. Butler được thiết kế nhằm đáp ứng nhu cầu một số lượng lớn nhưng rẻ tiền của một kiểu tàu hộ tống chống tàu ngầm để hộ tống các đoàn tàu vận tải vượt đại dương. Chúng có chiều dài chung 306 foot (93,3 m), mạn tàu rộng 36 foot 10 inch (11,2 m) và mớn nước 13 foot 4 inch (4,1 m), trọng lượng choán nước tiêu chuẩn 1.350 tấn Anh (1.372 t), và lên đến 1.745 tấn Anh (1.773 t) khi đầy tải, với một thủy thủ đoàn bao gồm 14 sĩ quan và 201 thủy thủ. Con tàu được vận hành bởi hai turbine hơi nước hộp số Westinghouse; hơi nước được cung cấp bởi hai nồi hơi "D" Express, tạo ra công suất 12.000 mã lực càng (8.900 kW) và cho phép đạt được tốc độ tối đa 24 hải lý trên giờ (44 km/h; 28 mph). Nó có tầm hoạt động 6.000 hải lý (11.000 km; 6.900 mi) ở tốc độ đường trường 12 hải lý trên giờ (22 km/h; 14 mph).
Dàn vũ khí chính bao gồm hai tháp pháo 5-inch/38 caliber đa dụng nòng đơn, được dẫn đường bởi hệ thống điều khiển hỏa lực Mark 51; vũ khí phòng không gồm hai khẩu đội Bofors 40 mm L/60 nòng đôi và mười khẩu Oerlikon 20 mm nòng đơn cũng được dẫn đường bởi hệ thống Mark 51. Ngoài ba ống phóng ngư lôi 21 inch (533 mm), vũ khí chống ngầm bao gồm hai đường ray thả mìn sâu, tám máy phóng mìn sâu K-gun cùng một dàn súng cối chống ngầm Hedgehog. Con tàu được trang bị sonar kiểu QC, radar dò tìm mặt biển SL và radar dò tìm không trung SA.
William Seiverling được đặt lườn tại xưởng tàu của hãng Federal Shipbuilding and Dry Dock Company ở Newark, New Jersey vào ngày 2 tháng 12, 1943. Nó được hạ thủy vào ngày 7 tháng 3, 1944, được đỡ đầu bởi bà Grace Seiverling, mẹ của Binh nhì Seiverling, và được cho nhập biên chế cùng Hải quân Hoa Kỳ vào ngày 1 tháng 6, 1944 dưới quyền chỉ huy của Hạm trưởng, Thiếu tá Hải quân Charles Francis Adams IV.

## Lịch sử hoạt động

### Thế Chiến II
Sau khi hoàn tất việc chạy thử máy huấn luyện tại khu vực Bermuda, William Seiverling quay trở về New York vào ngày 26 tháng 7, 1944 để sửa chữa sau chạy thử máy tại Xưởng hải quân New York. Sau khi hoàn tất vào ngày 8 tháng 8, nó chuẩn bị để được điều động sang khu vực Mặt trận Thái Bình Dương, lên đường vào ngày 9 tháng 8 để hướng đến vùng kênh đào Panama, và băng qua kênh đào vào ngày 25 tháng 8. Nó ở lại Balboa, Panama cho đến ngày 30 tháng 8 rồi tiếp tục hành trình, ghé đến San Diego, California từ ngày 2 đến ngày 11 tháng 9, rồi đi sang khu vực quần đảo Hawaii, đi đến Trân Châu Cảng vào ngày 17 tháng 9.
Cho đến đầu tháng 10, William Seiverling tiếp tục thực hành huấn luyện tại vùng biển ngoài khơi Oahu, bao gồm thực hành phóng ngư lôi, tác xạ và bắn phá bờ biển, rồi chuyển sang thực tập chống tàu ngầm từ ngày 8 tháng 10. Đến ngày 1 tháng 11, nó gia nhập một đội đặc nhiệm tìm-diệt tàu ngầm được hình thành chung quanh tàu sân bay hộ tống Corregidor (CVE-58) để tiếp tục thực hành huấn luyện cho đến ngày 24 tháng 11. Nó cùng Đội đặc nhiệm 12.4, một đội đặc nhiệm tìm-diệt hình thành chung quanh tàu sân bay hộ tống Tulagi (CVE-72), lên đường hướng sang Ulithi ngang qua Eniwetok, đến nơi vào ngày 2 tháng 12. Trong ba tháng tiếp theo, nó hoạt động cùng đội chống tàu ngầm từ căn cứ Ulithi, tuần tra dọc theo các tuyến đường hàng hải giữa các căn cứ tại khu vực Trung tâm Thái Bình Dương nhằm ngăn chặn tàu ngầm Nhật Bản.
Rời Ulithi vào ngày 28 tháng 12, William Seiverling cùng đội đặc nhiệm hộ tống chống tàu ngầm cho lực lượng tham gia cuộc đổ bộ lên vịnh Lingayen, Philippines; đơn vị ghé đến Kossol Roads tại Palau từ ngày 29 tháng 12, 1944 đến ngày 1 tháng 1, 1945 trước khi tiếp tục hành trình băng qua eo biển Surigao, biển Sulu và biển Đông để hướng đến Luzon. Trên đường đi, lực lượng thường xuyên bị không quân đối phương quấy phá, và con tàu đã đánh trả một máy bay tấn công ngoài khơi vịnh Lingayen vào ngày 7 tháng 1. Nó tiếp tục tuần tra trong vịnh Lingayen cho đến ngày 17 tháng 1, khi nó tham gia thành phần hộ tống cho các đội đặc nhiệm 77.3 và 77.4 hướng xuống phía Nam; và tiếp tục tuần tra bảo vệ cùng các đội đặc nhiệm cho đến ngày 1 tháng 2, khi nó cùng Đội đặc nhiệm 77.4 rút lui qua biển Sulu, về đến Ulithi vào ngày 5 tháng 2.
Sau hai tuần lễ được bảo trì tại Ulithi, William Seiverling gia nhập Đơn vị Đặc nhiệm 50.7.3 trực thuộc Đệ Ngũ hạm đội vào ngày 19 tháng 2, và lên đường đi ngang qua Guam để hướng sang khu vực quần đảo Volcano. Nó hỗ trợ cho hoạt động chiếm đóng đảo Iwo Jima đang diễn ra khi tuần tra chống ngầm chung quanh hòn đảo và dọc theo các tuyến hàng hải giữa quần đảo Mariana và Iwo Jima. Nó rời khu vực vào ngày 11 tháng 3 để quay trở về căn cứ Ulithi, đến nơi vào ngày 14 tháng 3.
Sau khi được bảo trì và tiếp liệu tại Ulithi cho đến ngày 21 tháng 3, William Seiverling cùng với Đội đặc nhiệm 52.1 lên đường tham gia cuộc đổ bộ lên Okinawa. Tại vùng biển quần đảo Ryūkyū, nó tuần tra chống tàu ngầm để bảo vệ cho các tàu sân bay hộ tống làm nhiệm vụ hỗ trợ gần mặt đất, kéo dài cho đến ngày 15 tháng 4, khi nó cùng Đơn vị Đặc nhiệm 50.7.3, hình thành chung quanh tàu sân bay hộ tống Tulagi, chuyển sang tuần tra chống tàu ngầm dọc theo tuyến hàng hải giữa Okinawa và Ulithi. Nhiệm vụ này kéo dài cho đến ngày 30 tháng 4, khi nó tách khỏi đơn vị đặc nhiệm và quay trở về Ulithi để sửa chữa hệ thống động cơ, về đến nơi vào ngày 3 tháng 5.
Hoàn tất việc sửa chữa vào ngày 15 tháng 5, William Seiverling lên đường vào ngày hôm sau hộ tống cho tàu chở dầu Genesee (AOG-8) đi sang Okinawa, đến nơi vào ngày 20 tháng 5. Nó đảm nhiệm tuần tra phòng không và chống tàu ngầm tại các trạm canh phòng chung quanh Okinawa, và nhiều lần đã bị máy bay đối phương tấn công. Trong một đợt tấn công vào ngày 25 tháng 5, khi chiếc tàu hộ tống khu trục Bates (DE-68) bị máy bay tấn công tự sát Kamikaze đánh chìm, bản thân William Seiverling đã bắn rơi ba máy bay đối phương và bắn trúng nhiều chiếc khác mà không bị hư hại gì. Đến ngày 28 tháng 5, nó gia nhập Đội đặc nhiệm 30.7 để tuần tra chống tàu ngầm tại khu vực khoảng 400 mi (640 km) về phía Bắc Guam, rồi đến ngày 5 tháng 6 là chuyển hướng trở lại Ulithi, đến nơi vào ngày 8 tháng 6.
Sau khi ở lại Ulithi trong hai tuẩn để sửa chữa, bảo trì và tiếp liệu, khởi hành vào William Seiverling ngày 24 tháng 6 để hướng sang vịnh San Pedro Bay, Leyte, nơi nó gia nhập Đội đặc nhiệm 30.8 vào ngày 26 tháng 6. Đội đặc nhiệm rời Leyte hai ngày sau đó để quay trở lại Ulithi, đến nơi vào ngày 30 tháng 6, nơi đơn vị được tiếp liệu nhằm chuẩn bị hỗ trợ cho đợt hoạt động không kích xuống chính quốc Nhật Bản trong mùa Hè. Con tàu hoạt động cùng đội tiếp liệu của Đệ Tam hạm đội cho đến khi quay trở về Ulithi vào ngày 23 tháng 7 để sửa chữa vòm sonar bị hư hại, đồng thời cũng để được tiếp liệu.
Rời Ulithi vào ngày 25 tháng 7, William Seiverling gặp gỡ đơn vị đặc nhiệm của tàu sân bay hộ tống Salamaua (CVE-96) ba ngày sau đó, và cùng phối hợp tuần tra chống tàu ngầm cho đến ngày 1 tháng 8, khi đơn vị lên đường đi đến Leyte do được tạm thời biệt phái sang hoạt động cùng Đệ Thất hạm đội. Họ đi đến vịnh San Pedro vào ngày 5 tháng 8 và ở lại đây trong ba ngày trước khi tiếp nối hoạt động tuần tra chống tàu ngầm ở khu vực Đông Bắc Luzon. Con tàu vẫn đang làm nhiệm vụ này khi Nhật Bản chấp nhận đầu hàng vào ngày 15 tháng 8, giúp chấm dứt vĩnh viễn cuộc xung đột.
Dù vậy, William Seiverling vẫn tiếp nối hoạt động tuần tra từ căn cứ Leyte gần vịnh San Pedro cho đến ngày 27 tháng 8, khi nó lên đường hướng sang Nhật Bản để hoạt động cùng lực lượng chiếm đóng; nó đi đến vịnh Tokyo vào ngày 2 tháng 9, đúng vào ngày văn kiện đầu hàng được chính thức ký kết bên trên thiết giáp hạm Missouri (BB-63). Con tàu hoạt động hỗ trợ cho lực lượng chiếm đóng tại Nhật Bản cho đến ngày 17 tháng 10, khi nó rời Yokosuka hộ tống một đoàn tàu đổ bộ LST đi Manila, đến nơi vào ngày 25 tháng 10. Nó được sửa chữa và tiếp liệu cho đến ngày 3 tháng 12, rồi khởi hành từ vịnh Manila để quay trở về Hoa Kỳ. Sau khi đi ngang qua Guam, Eniwetok và Trân Châu Cảgn, nó về đến San Pedro, Los Angeles vào ngày 26 tháng 11.
William Seiverling được đưa về thành phần dự bị vào tháng 12, rồi chính thức được cho xuất biên chế vào ngày 21 tháng 3, 1947 và đưa về Hạm đội Dự bị Thái Bình Dương.

### Chiến tranh Triều Tiên
Sau khi cuộc Chiến tranh Triều Tiên bùng nổ vào tháng 6, 1950, William Seiverling được cho nhập biên chế trở lại tại San Diego, California vào ngày 27 tháng 12, 1950, dưới quyền chỉ huy của Hạm trưởng, Thiếu tá Hải quân Walter C. Cole. Nó tiến hành chạy thử máy dọc theo bờ biển California cho đến ngày 16 tháng 4, 1951, khi nó rời San Diego để cùng Hải đội Hộ tống 9 hướng sang Viễn Đông. Sau các chặng dừng tại Trân Châu Cảng và Midway, nó đi đến Sasebo, Nhật Bản vào ngày 14 tháng 5, rồi tiếp tục đi sang cảng Cơ Long, Đài Loan để hoạt động tuần tra trong eo biển Đài Loan.
Đến tháng 7, William Seiverling hướng sang vùng chiến sự tại Triều Tiên, nơi nó hoạt động bắn phá bờ biển gần Songjin từ ngày 6 đến ngày 12 tháng 7, và sau đó tuần tra dọc bờ biển trang thành phần Lực lượng Bắn phá và Phong tỏa Liên Hiệp Quốc. Đến đầu tháng 9, nó gia nhập lực lượng làm nhiệm vụ phong tỏa Wonsan. Đang khi bảo vệ cho hoạt động của các tàu quét mìn lại vòng trong cảng Wonsan vào ngày 8 tháng 9, nó bị các khẩu đội pháo bờ biển đối phương nhắm bắn. Con tàu đã cơ động né tránh và phản pháo, nhưng cũng bị đối bắn trúng ba phát trực tiếp cùng nhiều phát suýt trúng, trong đó một quả trúng bên dưới mực nước và xâm nhập phòng nồi hơi số 2. Con tàu phải rút ra khỏi trận chiến và quay trở về Sasebo để sửa chữa. Nó ở lại Sasebo cho đến khi lên đường vào ngày 22 tháng 11 để quay trở về Hoa Kỳ.
Sau khi tiếp tục được sửa chữa, William Seiverling tiến hành các hoạt động huấn luyện và bảo trì thường lệ trong thời bình dọc theo bờ biển California. Đến ngày 17 tháng 10, 1952, nó lại rời để hướng sang khu vực Tây Thái Bình Dương, và sau khi ghé qua Trân Châu Cảng và Midway, nó đi đến Yokosuka, Nhật Bản vào ngày 11 tháng 11. Con tàu quay trở lại vùng chiến sự vào ngày 16 tháng 11 để tiếp tục phong tỏa Wonsan, và làm nhiệm vụ này cho đến ngày 26 tháng 12. Nó được bảo trì trước khi quay trở lại vùng bờ biển bán đảo Triều Tiên vào ngày 5 tháng 1, 1953. Đợt phục vụ này kéo dài cho cuối tháng 5, với thêm ba lượt hoạt động tại các vùng biển chung quanh Triều Tiên; nó rời khu vực Viễn Đông vào ngày 22 tháng 5, và về đến San Diego vào ngày 9 tháng 6.

### 1954 - 1957
Sau các hoạt động huấn luyện và bảo trì thường lệ trong thời bình tại vùng bờ Tây cho đến tháng 1, 1954, William Seiverling đi vào Xưởng hải quân Long Beach để được đại tu, và sau khi hoàn tất vào ngày 26 tháng 3, nó tiếp tục huấn luyện tại San Diego. Nó lại lên đường vào ngày 20 tháng 5 cho một lượt phục vụ khác tại Viễn Đông, đi đến Nhật Bản vào ngày 8 tháng 6, rồi trở sang vùng biển Triều Tiên cho một cuộc thực tập đổ bộ tại khu vực Sokcho. Từ ngày 29 tháng 6 đến ngày 26 tháng 7, con tàu thực hiện một loạt các chuyến viếng thăm cảng tại Kobe, Nagoya, Muroran và Niigata, Nhật Bản, rồi sau đó hoạt động cùng Lực lượng Đặc nhiệm 95. Hoàn tất lượt phục vụ tại Viễn Đông vào cuối tháng 11, nó lên đường quay trở về Hoa Kỳ, về đến San Diego vào ngày 10 tháng 12.
Trong những năm tiếp theo, William Seiverling còn có thêm hai lượt phục vụ tại khu vực Tây Thái Bình Dương. Trong lượt hoạt động đầu tiên cùng Đệ Thất hạm đội, nó hoạt động tại các vùng biển Triều Tiên và Nhật Bản quen thuộc, có một chuyến viếng thăm Maizuru, Nhật Bản, và giám sát các con tàu được hoàn trả cho Hoa Kỳ trong Chương trình Cho thuê-Cho mượn vào tháng 6 và tháng 7, 1955. Trong lượt thứ hai, nó đi đến viếng thăm New Zealand và Australia trước khi hướng lên phía Bắc để hoạt động tuần tra eo biển Đài Loan. Khi quay trở về San Diego sau lượt biệt phái phục vụ cuối cùng vào ngày 18 tháng 2, 1957, con tàu hoạt động thường lệ cho đến khi chuẩn bị ngừng hoạt động từ ngày 15 tháng 6.
William Seiverling được cho xuất biên chế lần sau cùng tại San Diego vào ngày 27 tháng 9, 1957, và được đưa về Hạm đội Dự bị Thái Bình Dương. Tên nó được cho rút khỏi danh sách Đăng bạ Hải quân vào ngày 1 tháng 12, 1972, và con tàu bị bán cho hãng Levin Metals Corp. tại San Jose, California, để tháo dỡ vào ngày 20 tháng 9, 1973.

## Phần thưởng
William Seiverling được tặng thưởng bốn Ngôi sao Chiến trận do thành tích phục vụ trong Thế Chiến II, và thêm ba Ngôi sao Chiến trận khác khi hoạt động tại Triều Tiên.
| Bronze star |                                                       |                                         |
|             | Bronze star · Bronze star · Bronze star · Bronze star |                                         |
|             |                                                       | Bronze star · Bronze star · Bronze star |
| Bronze star |                                                       |                                         |

| Dãi băng Hoạt động Tác chiến với Ngôi sao Vàng (truy tặng)               |                                                                         |                                                          |
| Huân chương Chiến dịch Hoa Kỳ                                            | Huân chương Chiến dịch Châu Á-Thái Bình Dương với 4 Ngôi sao Chiến trận | Huân chương Chiến thắng Thế Chiến II                     |
| Huân chương Phục vụ Chiếm đóng Hải quân                                  | Huân chương Phục vụ Phòng vệ Quốc gia                                   | Huân chương Phục vụ Triều Tiên với 3 Ngôi sao Chiến trận |
| Huân chương Giải phóng Philippine (Philippine) với 1 Ngôi sao Chiến trận | Huân chương Liên Hiệp Quốc Phục vụ Triều Tiên                           | Huân chương Phục vụ Chiến tranh Triều Tiên (Hàn Quốc)    |